# DOCfeed documentaire festival
DOCfeed documentaire festival of  DOCfeed is een vierdaags, internationaal documentairefestival dat is opgericht om zowel jonge als al langer werkende (inter)nationale documentairemakers een podium te bieden waar zij hun producties kunnen presenteren aan geïnteresseerde bezoekers en aan professionals uit de kunst en cultuursector. Naast documentaires zijn er exposities uit diverse kunstdisciplines, speciale events en kunnen workshops en masterclasses worden gevolgd.

## Omschrijving
Het evenement richt zich op makers en documentaires die stromingen en tendensen laten zien die onlosmakelijk verbonden zijn met het artistieke, sociaal-maatschappelijke, economische, technologische en/of politieke klimaat van de wereldwijde samenleving. DOCfeed selecteert documentaires die cinematografisch van belang zijn of inhoudelijk een prikkelende kijk bieden op de samenleving.
Het festival wordt jaarlijks in februari in Eindhoven gehouden. Tijdens de vierde editie in 2017, die ruim 2500 bezoekers trok, werden meer dan 70 documentaires vertoond.
Het evenement wordt geleid door artistiek directeur Frans Mouws.

### DOC Industry Day
Op een van de vier dagen tijdens het festival vindt DOC Industry Day plaats. Het doel hiervan is het betrekken van nationale en internationale studenten, pas afgestudeerden en professionals bij het festival, zodat ze elkaar kunnen ontmoeten en van elkaar kunnen leren. DOCfeed geeft hiermee een pragmatische invulling aan talentontwikkeling, kennisoverdracht en de missie om te verbinden. Bezoekers komen middels activiteiten direct in contact met collega´s, producenten, omroepen en netwerkinstellingen.